# Solpuga rufescens
Espèce
Solpuga rufescens est une espèce de solifuges de la famille des Solpugidae.

## Distribution
Cette espèce est endémique d'Afrique du Sud.

## Publication originale
- C. L. Koch, 1842 : Systematische Übersicht über die Familie der Galeoden. Archiv fèur Naturgeschichte, vol. 1, p. 350-356 (texte intégral).